# Petit appartement du roi
O petit appartement du roi (fr) do Palácio de Versalhes é um conjunto de aposentos usados por Luís XIV, Luís XV e Luís XVI. Localizado no primeiro andar do palácio, os aposentos encontram-se na parte mais antiga do palácio, datando do reinado de Luís XIII. Sob Luís XIV, esses aposentos abrigavam as coleções de obras de arte e livros do Rei, formando uma espécie de museu. Sob Luís XV e Luís XVI, os aposentos foram modificados para acomodar quartos privados. Nessa época, os aposentos foram transformados e sua decoração representa alguns dos melhores exemplos existentes dos estilos Luís XV e Luís XVI em Versalhes (Kimball, 1943).

## Luís XIV
A partir de 1678, Luís XIV começou a modificar esses aposentos para suas necessidades particulares. A configuração das salas datadas da época de Luís XIII foi modificada. A alteração mais significativa para esta época foi a realocação do degré du roi do exterior cour de marbre para o interior cour du roi. Esta realocação da escadaria precipitou a reorganização dos aposentos nesta parte do castelo para se tornar o petit appartement du roi. Em 1684, à medida que a influência da amante de Luís – Françoise-Athénaïs, marquesa de Montespan – diminuía devido ao seu suposto envolvimento no Caso dos Venenos, o rei anexou seus aposentos ao seu petit appartement depois que a marquesa se mudou para o appartement des bains no térreo do palácio.
Na época de Luís XIV, esses aposentos – cabinets de curiosités – formavam um verdadeiro museu para as coleções privadas do rei. Em contraste com o grand appartement du roi e o appartement du roi, que eram abertos aos membros da corte e ao público em geral, o petit appartement du roi era acessível apenas com o consentimento pessoal do rei.
Localizado no primeiro andar do lado norte da cour de marbre, o petit appartement du roi compreendia nove salas:
- Salle du billard (cabinet des chiens)
- Salon du degré du roi Cabinet aux tableaux
- Cabinet des Coquilles (posteriormente cabinet des livres)
- Salon ovale Premier salon de la petite galerie
- Petite galerie
- Deuxième salon de la petite galerie
- Cabinet des Médailles

A salle du billiard (plano de 1693 #1) continha uma mesa de bilhar, um jogo no qual Luís XIV era habilidoso. Além disso, o Rei mantinha vários de seus cães de caça nesta sala para que pudesse cuidar deles pessoalmente, o que deu origem ao outro nome da sala: cabinet des chiens.
O salon du degré du roi (plano de 1693 #2) ocupa o local de uma escadaria da época de Luís XIII. Em 1684 (Dangeau), uma nova escadaria – o degré du roi (plano de 1693 #3) – havia sido construída logo ao norte da antiga escadaria na cour du roi. O salon du degré du roi servia como entrada para a escadaria que era reservada para uso pessoal de Luís XIV. A decoração desta sala foi dedicada quase exclusivamente a pinturas de Nicolas Poussin.
O cabinet aux tableaux (plano de 1693 #4) com sua exposição ao sul servia como uma Pinacoteca para parte da coleção de pinturas de Luís XIV. Entre os mestres exibidos na sala estavam obras das escolas italianas de Correggio, Rafael, Giorgione, Giulio Romano e Ticiano. Além disso, havia armários dispostos na sala nos quais Luís XIV guardava sua coleção de cristal de rocha esculpido.
Em 1692, o cabinet des coquilles (plano de 1693 #5) e o salon ovale (plano de 1693 #6) foram criados. Estas salas, juntamente com o cabinet des médailles, formavam as principais salas dos cabinets de curiosités de Luís XIV. Além de algumas das pinturas mais valorizadas da coleção real, o salon ovale abrigava em quatro nichos quatro grupos escultóricos em bronze – "Júpiter" e "Juno" de Allesandro Algardi; o "Rapto de Oritia" baseado no mármore de Gaspard Marsy, e o "Rapto de Perséfone" por François Girardon – que eram estimados como alguns dos mais refinados deste gênero na coleção do Rei. As últimas duas esculturas foram modeladas a partir de esculturas de mármore da grande commande. A riqueza da decoração – painéis totalmente dourados e espelhos – complementava a disposição de algumas das pinturas mais valiosas da coleção de Luís XIV.
O cabinet des coquilles originalmente abrigava uma parte da coleção de gemas do Rei. Em 1708, a sala foi convertida em uma biblioteca – cabinet aux livres – na qual Luís XIV guardava sua coleção de livros raros e manuscritos.
As salas seguintes – premier salon de la petite galerie, petite galerie, e deuxième salon de la petite galerie (plano de 1693 #7, 8, e 9) – foram formadas a partir de salas que a marquesa de Montespan ocupava antes de se mudar para o appartement des bains em 1684.
Assim como nas salas anteriores, a petite galerie e seus dois salões abrigavam gemas preciosas e pinturas que o rei havia herdado ou colecionado. Nos anos que precederam a Guerra da Liga de Augsburgo, Luís XIV envolveu-se em uma agressiva campanha de colecionismo que o obrigou a expandir o espaço em Versalhes para exibir obras de arte recém-adquiridas.
Pierre Mignard, arquirrival de Charles Le Brun, foi encarregado da pintura dos tetos da petite galerie e seus dois salões.
Na petite galerie e seus dois salões, Luís XIV exibia muitas das pinturas mais valiosas de sua coleção. A petite galerie foi dedicada quase inteiramente a obras de mestres italianos, com predominância das obras de Francesco Albani, Annibale Carracci, Guido Reni e Parmigianino.
A petite galerie também abrigava a coleção de presentes que Luís XIV recebeu de embaixadas estrangeiras; mais notáveis entre essas ofertas diplomáticas estavam os presentes do jesuíta chinês, Shen Fu-Tsung (1684), que incluíam uma enorme pérola, e os presentes da Embaixada Siamesa de 1685-1686.
O premier salon de la petite galerie é de particular importância, pois foi nesta sala que Luís XIV mantinha a pintura descrita por Piganiole de la Force como "Le Portrait de Vie, femme d'un Florentin nommé Giaconde", mais conhecida em português como a Mona Lisa.
Luís XIV dedicou muita atenção a esses aposentos, pretendendo revestir as paredes com painéis incrustados de casco de tartaruga e lápis-lazúli. No entanto, devido às exigências financeiras da Guerra da Liga de Augsburgo, os planos foram abandonados. Mesmo assim, a petite gallerie e seus dois salões eram usados por Luís XIV para entreter dignitários estrangeiros, como o Príncipe Herdeiro da Dinamarca em 1693 e o Eleitor de Colônia em 1706.
De todas as salas que formavam o petit apartment du roi durante o reinado de Luís XIV, o cabinet des médailles (plano de 1693 #10) foi um dos mais notáveis do tipo já reunidos na França (Hulftegger, 1954). Recebendo seu nome dos 12 armários nos quais as coleções numismáticas de Luís XIV eram mantidas, o cabinet des medailles também abrigava as coleções do Rei de miniaturas de mestres flamengos, holandeses e alemães, objetos de pórfiro esculpido e jade esculpido, bem como aqueles itens raros feitos de prata ou ouro.
Formando parte da coleção de Luís XIV de itens feitos de ouro estava o tesouro do rei Merovíngio, Quilderico I, encontrado em Tournai em 1653 e apresentado a Luís XIV por Leopoldo I, Sacro Imperador Romano-Germânico em 1665 (Cochet, 1859) e o nef incrustado de ouro e joias, que era usado por Luís XIV quando ele jantava au grand couvert. Félibien descreve o nef como de tout d'or du poids de cent cinquant marcs todo em ouro pesando 150 marcos (aproximadamente 34 quilogramas).

## Luís XV – 1740
Após o retorno do Rei e da corte a Versalhes em 1722, a vida assumiu um ritmo semelhante ao da época de Luís XIV. O jovem Luís XV ocupou o quarto de seu bisavô, a chambre de Louis XIV, onde as cerimônias diárias do lever e coucher eram executadas com a mesma precisão exigente que durante o reinado do Rei Sol. No entanto, devido ao desconforto do quarto no inverno – seu tamanho e exposição oriental tornavam difícil, se não impossível, aquecê-lo – Luís XV foi obrigado a estabelecer seu quarto em outro lugar.
Em 1738, Luís XV ordenou a construção de um novo quarto – chambre de Louis XV (plano de 1740 #4) – no local da salle du billard de Luís XIV, que foi ampliada para o norte, adentrando a cour du roi para acomodar uma alcova para a cama.
No mesmo ano, o degré du roi foi demolido e uma nova escadaria foi construída logo ao norte da antiga localização. Um novo aposento foi construído no local anteriormente ocupado pelo degré du roi de Luís XIV, a antichambre des chiens.
Assim como seu bisavô em seu cabinet des chiens, Luís XV mantinha alguns de seus cães de caça nesta sala. Outras modificações do petit appartement du roi nesta época incluíram a criação do salon des pendules e do cabinet intérieur. Essas salas foram criadas quando o salon du degré du roi e o cabinet aux tableaux de Luís XIV foram destruídos.
O salon des pendules (plano de 1740 #3) (também chamado de salon ovale devido à sua forma elíptica) recebeu este nome devido aos mostradores dispostos na reentrância apsidal da parede oriental que mostravam os horários do nascer e do pôr do sol e da lua (Verlet 1985, p. 450). O cabinet intérieur (plano de 1740 #4) servia para vários propósitos: abrigava parte da coleção numismática e de pinturas em miniatura de Luís XV; servia como sala de jantar; e servia como sala de trabalho. De todas as salas do petit appartement du roi durante o reinado de Luís XV, esta era talvez uma das mais ricamente decoradas e luxuosamente equipadas.
Esta sala também era conhecida como o cabinet des tableaux. O cabinet des livres, salon ovale de Luís XIV, a peite galerie com seus dois salões, e o cabinet des médailles foram mantidos (plano de 1740 #6, 7, 8, e 9). Por volta de 1740, o petit appartement du roi havia se expandido tanto para a cour du roi que a parte oriental deste pátio tornou-se um pátio separado. Este novo pátio foi chamado de cour intérieur du roi (plano de 1740 II) e a cour du roi foi renomeada para cour des cerfs. Este novo nome deveu-se às duas dúzias de cabeças de veados esculpidas que Luís XV mandou colocar nas paredes do pátio.

## Luís XV – 1760
As modificações do final da década de 1750 no petit appartement du roi foram em resposta a uma reorganização geral dos apartamentos no corps de logis do castelo e à destruição do escalier des ambassadeurs (plano de 1740 #10). O escalier des ambassadeurs – a entrada cerimonial para o grand appartement du roi – foi destruído em 1752 sob o argumento de que a manutenção da claraboia que iluminava o poço da escada era muito cara. Para acomodar um novo apartamento para sua filha, Madame Adélaïde, Luís XV ordenou a construção de aposentos no mesmo andar do petit appartement du roi. Este novo apartamento ocupava espaço que havia sido a petite galerie e os dois salões, bem como novo espaço criado pela supressão do escalier des ambassadeurs (plano de 1760 #9). As modificações mais significativas no petit apartment du roi nesta época foram a realocação do degré du roi (plano de 1760 #4), a construção da salle à manger des retours de chasses (1750) (plano de 1760 #5), e a pièce des buffets (1754) (plano de 1760 #6).
A salle à manger des retours de chasses foi construída no local do banho de Luís XV (plano de 1740 g) quando o Rei queria uma sala de jantar no primeiro andar na qual pudesse entreter um pequeno grupo de amigos, mais frequentemente após a caça (Bluche, 2000; Marie, 1984). A decoração da salle à manger des retours de chasses incorporava painéis e elementos decorativos do salon du billard de Luís XIV.
Esta era durante a qual Luís XV decorou o petit appartement du roi foi significativa na evolução dos estilos decorativos franceses do século XVIII. Muitas dessas salas representam alguns dos melhores exemplos do estilo Luís XV. Das salas do appartement du roi, o salon des pendules é uma das mais significativas. Com painéis de Jacques Verberckt, a sala foi mobiliada com cadeiras e mesa e servia para festas de jogos organizadas por Luís XV (Verlet 1985, p. 449). No entanto, seria a entrega de 1754 que distinguiria esta sala das demais.
Em janeiro daquele ano, Luís XV mandou trazer do Château de Choisy e colocar nesta sala o famoso Relógio Astronômico de Passemant. O relógio, que foi projetado pelo engenheiro Claude-Simon Passemant, pelo relojoeiro Louis Dauthiau, e colocado em uma caixa de bronze dourado por Philippe Caffieri, era uma maravilha de sua época. Levando 12 anos para ser concluído, o relógio é encimado por uma esfera de cristal na qual uma esfera armilar mecânica – segundo o modelo Copernicano – funcionava. A hora, os dias da semana, os meses do ano (inclusive calculando para anos bissextos) e o ano eram exibidos com precisão. Luís XV, na véspera de Ano Novo, sentava-se em frente ao relógio para testemunhar as mudanças dos vários calendários. O relógio ainda está funcionando hoje. Por causa deste relógio, a sala recebeu o nome definitivo, salon de la pendule (plano de 1760 #2).
Por volta de 1760, o cabinet intérieur (plano de 1760 #7) passou a ser conhecido também como o bureau du roi e esta sala passou a representar melhor não apenas o gosto pessoal de Luís XV, mas também se destaca como um dos melhores exemplos do estilo Luís XV. Em 1755, o marceneiro Gilles Joubert entregou dois armários de canto, complementando os de Antoine-Robert Gaudreau, que haviam sido entregues em 1739, para abrigar o registro numismático do reinado de Luís XV.
Em 1769, a escrivaninha mecânica de tampo rolante de Jean-François Oeben foi entregue (Verlet 1985, p. 454).
Com a evolução do cabinet intérieur, Luís XV também promoveu a construção de seu arrière cabinet (plano de 1760 #8). Ao suprimir o cabinet des livres e o salon ovale de Luís XIV, Luís XV criou uma sala privada (com um pequeno cabinet de la chaise) que se comunicava diretamente com o degré du roi na qual ele conduzia grande parte da governança diária da França. A decoração utilitária – uma mesa simples, cadeiras e fileiras de prateleiras – reflete este uso.

## Luís XVI
Com exceção de reclamar parte do apartamento de Madame Adélaïde, Luís XVI optou por manter a decoração do petit appartement du roi como seu avô havia deixado. No cabinet intérieur (plano de 1789 #7), Luís XVI cobriu a parede com retratos de sua família, conferindo um curioso contraste com os painéis elaboradamente esculpidos de Jacques Verberckt (Verlet 1985, p. 525). O arrière cabinet de Luís XV foi rebatizado como cabinet des dépêches (plano de 1789 #8); no entanto, Luís XVI continuou a usar a sala como local de trabalho diário, assim como seu avô havia feito.
A pièce de la vaisselle d'or (plano de 1789 #9) – originalmente o premier salon de la petite galerie – formava parte do appartement de Madame Adélaïde. Sob Luís XVI, a pièce de la vaisselle d'or era onde o Rei mantinha sua coleção de porcelanas raras e curiosidades, muitas recebidas como presentes diplomáticos.
O pequeno aposento ao norte e atrás da pièce de la vaisselle d'or é o cabinet de la cassette du roi (plano de 1789 #10). Este aposento foi convertido em um banheiro para Luís XV por volta de 1769. Luís XVI usava o aposento – supostamente – como um lugar onde ele podia manter suas contas financeiras pessoais.
Os painéis datam da remodelação para Luís XV; no entanto, Luís XVI ordenou um redouramento total do aposento em 1784.
Quando Pierre de Nolhac assumiu a direção do museu de Versalhes, ele descobriu que este aposento estava sendo usado como um armário de vassouras pela equipe de zeladores. Esta descoberta foi o impulso que compeliu Nolhac a iniciar uma pesquisa exaustiva sobre o tema da história de Versalhes.
A bibliothèque de Louis XVI (plano de 1789 #11) localizada diretamente a leste da pièce de la vaisselle d'or ocupa o espaço que era a chambre de Madame Adélaïde (que Luís XV rebatizou de salon d'assemblée em 1769) e anteriormente a petite galerie. Em 1774, a construção da biblioteca começou com a decoração sendo executada pela oficina dos Irmãos Rousseau, que haviam trabalhado anteriormente nos painéis do cabinet de la cassette du roi e em parte das decorações esculturais da Ópera.
Este aposento representa não apenas o gosto pessoal de Luís XVI, mas também se destaca como um dos melhores exemplos do Estilo Luís XVI.
O aposento localizado logo a leste da bibliothèque de Louis XVI é a salle à manger aux salles neuves (plano de 1789 #12). Este aposento, que uma vez foi o deuxième salon de la petite galerie e um dos aposentos de Madame Adélaïde, foi remodelado como uma sala de jantar para Luís XV em 1769. Os painéis de Jacques Verberckt datam da redecoração de 1769 de Luís XV e o atual estofamento azul, cortinas e cenas de caça de Jean-Baptiste Oudry datam de 1774, quando Luís XVI redecorou o aposento.
O aposento também era conhecido como salle des porcelains devido à exposição anual da produção da fábrica de Sèvres que era organizada neste aposento durante o Natal.
A pièce des buffets ou salle du billiard (plano de 1789 #13) ocupa a área que havia sido o patamar da escalier des ambassadeurs. Durante os jantares, a mesa de bilhar seria coberta com uma tábua de madeira sobre a qual um bufê seria arrumado para os convidados do Rei.
O aposento originalmente tinha uma janela que se abria para a cave du roi (plano de 1789 III), o pátio que foi criado quando a escalier des ambassadeurs foi destruída em 1752.
Ocupando o local do cabinet des médailles de Luís XIV está o cabinet des jeux (plano de 1789 #14) de Luís XVI. Após o retorno de Luís XV e da corte a Versalhes, houve uma reorganização sistemática das coleções de Luís XIV que estavam guardadas no petite appartement du roi, particularmente os itens mantidos no cabinet des médailles de Luís XIV. A coleção foi reorganizada em outros aposentos do petit appartement du roi ou enviada para a bibliothèque du roi em Paris. Com a destruição da escalier des ambassadeurs em 1752 e a subsequente construção do apartamento para Madame Adélaïde, o cabinet des médailles de Luís XIV foi completamente transformado em uma antichambre para Madame Adélaïde. Datando de 1775, o aposento foi redecorado em 1785 durante a construção de um teatro ao lado do salon d'Hercule, Luís XVI decidiu remodelar este aposento como uma sala de jogos. A salle à manger aux salles neuves, salle du billiard e o cabinet des jeux eram usados para os jantares íntimos oferecidos por Luís XVI e Maria Antonieta para seus amigos e membros selecionados da família real.

## Galeria
| | | |
| Petite galerie – vista da abóbada central do teto, gravura de Simon Thomassin (1655-1733) após Pierre Mignard (1612-1695), final do século XVII | Deuxième salon de la Petite galerie – vista da abóbada do teto, gravura após Pierre Mignard (1612-1695), final do século XVII | Salon de l'abondance detalhe do teto retratando a nef de Luís XIV que estava guardada no cabinet des médailles, René-Antoine Houasse (1645-1710), 1683 |

|                                         |                            |                              |
| Degré du roi a escadaria privada do rei | Pièce de la vaisselle d'or | Cabinet des jeux de Luís XVI |